# Riccia (Molise)
Riccia ist eine Gemeinde (comune) in der italienischen Region Molise und der Provinz Campobasso. Die Gemeinde liegt etwa 29 Kilometer südöstlich von Campobasso und hat 4792 Einwohner (Stand 31. Dezember 2023).
Die Nachbargemeinden sind Castelpagano (BN), Castelvetere in Val Fortore (BN), Cercemaggiore, Colle Sannita (BN), Gambatesa, Jelsi, Pietracatella und Tufara.
Die Stadtviertel sind Paolina, Sticozze, Mancini, Escamare, Acciarelli, Campolavoro, Caccia Murata, Casalicchio, Castellana, Cesa di Poce, Chianeri, Ciammetta, Colle della Macchia, Colle Favaro, Colle Raio, Crocelle, Campasule, Colle Cuculo, Colle Arso, Colle Giumentaro, Coste, Coste di Borea, Fontana Briele, Fontana del Parco, Fonte Cupa, Giardino, Ialessi, Iana, Guado delle Rena, Guado della Stretta,  Guadolapillo, Lama della Terra, Lauri, Linzi, Loie, Mazzocca, Montagna, Montefiglio, Montelanno, Monte Verdone, Orto Vecchio, Peschete, Padule della Vetica, Pesco della Carta, Pesco del Tesoro, Pesco dello Zingaro, Pesco di Faggio, Parco Monachello, Parruccia-Celaro, Piana d’Asino, Piana dei Mulini, Piana della Melia, Piana Ospedale, Piano della Battaglia, Piloni, Rio Secco, Romano, Scaraiazzo, Scarpellino, Schito, Serrola, Trono, Vado Mistongo, Vallefinocchio, Vallescura, Vicenna und Vignalitto.